# قانون شهروندی ایران

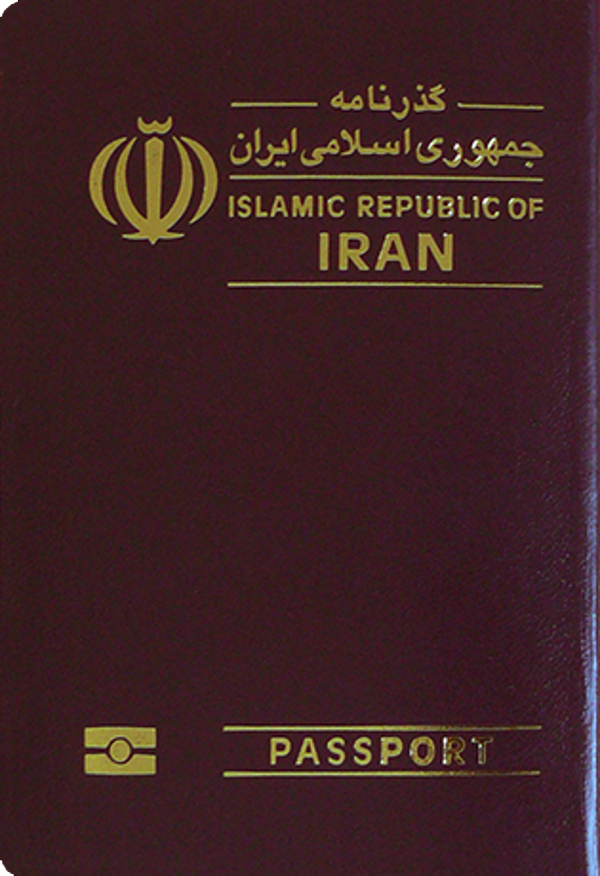
ظاهر جلد جدید پاسپورت با سینژ بیومتریک

قانون شهروندی ایران عبارت است از سیستم اعطای تابعیت در ایران که بر اساس ترکیبی از اصل خون و اصل خاک شکل گرفته‌است. قانون کامل شهروندی در کتاب دوم قانون مدنی ایران از ماده ۹۷۶ تا ۹۹۱ تعریف شده‌است.
طبق قانون مدنی ایران و قانون ثبت احوال برای فرد متولد شده در ایران بدون توجه به ملیت والدین، باید حداکثر تا ۱۵ روز پس از تولد، تاریخ تولد ثبت گردد و اصطلاحاً گواهی تولد صادر شود. والدینی که دیرتر از این موعد اقدام به ثبت نمایند مجرم شناخته می‌شوند و برابر با قانون با آن‌ها برخورد می‌گردد.
گواهی تولد طفل بر اساس قانون مدنی ایران، در حکم سند رسمی است.

## تعریف ملیت ایرانی
طبق ماده ۹۷۶ قانون مدنی ایران تابعیت ایرانی به افراد زیر تعلق می‌گیرد:
۱- همه افراد ساکن در ایران به جز کسانی که تابعیت خارجی دارند.
۲- کسانی که از پدر ایرانی چه در ایران و چه در خارج از ایران متولد شوند.
۳- کسانی که در ایران از پدر و مادر نامعلوم متولد شده باشند.
۴-کسانی که در ایران از پدر و مادر خارجی که یکی از آنها در ایران متولد شده، متولد شده باشند.
۵- کسانی که در ایران از پدری که خارجی است متولد شده‌اند و پس از رسیدن به هجده سالگی، حداقل یک سال در ایران اقامت کرده باشند.
۶- هر زن دارای تابعیت خارجی که با مرد ایرانی ازدواج کرده‌است.
۷- هر تبعه خارجی که تابعیت ایرانی را کسب کرده‌است.
تبصره: بند ۴ و ۵ شامل فرزندان دیپلمات‌های سیاسی نمی‌گردد.
بندهای سه، چهار و پنج ماده ۹۷۶ بر اساس سیستم خاک است البته شاید بتوان بند یک این ماده را نیز براساس سیستم خاک دانست. بند دو ماده نیز سیستم خون را مدنظر قرار داده‌است.
در سال ۱۳۹۸ مجلس شورای اسلامی ماده واحده ای با عنوان قانون تعیین تکلیف تابعیت فرزندان حاصل از ازدواج زنان ایرانی با مردان خارجی به تصویب رساند که طبق آن فرزندانی که از مادر ایرانی متولد شده‌اند نیز می‌توانند تابعیت ایرانی را بدست آورند و این یک تحول در عرصه قانون گذاری در ایران بوده‌است. مطابق این ماده واحده فرزندان حاصل از ازدواج شرعی زنان ایرانی با مردان غیرایرانی که قبل یا بعد از تصویب این قانون متولد شده یا می‌شوند، قبل از رسیدن به سن هجده سال تمام شمسی به درخواست مادر ایرانی در صورت نداشتن مشکل امنیتی (به تشخیص وزارت اطلاعات و سازمان اطلاعات سپاه پاسداران انقلاب اسلامی) به تابعیت ایران در می‌آیند. فرزندان مذکور پس از رسیدن به سن هجده سال تمام شمسی، در صورت عدم تقاضای مادر ایرانی، می‌توانند تابعیت ایران را تقاضا کنند که در صورت نداشتن مشکل امنیتی (به تشخیص وزارت اطلاعات و سازمان اطلاعات سپاه پاسداران انقلاب اسلامی) به تابعیت ایران پذیرفته می‌شوند. پاسخ به استعلام امنیتی باید حداکثر ظرف مدت سه ماه انجام شود و نیروی انتظامی نیز مکلف است نسبت به صدور پروانه اقامت برای پدر غیرایرانی در صورت نداشتن مشکل امنیتی (به تشخیص وزارت اطلاعات و سازمان اطلاعات سپاه پاسداران انقلاب اسلامی) اقدام کند.

## مواردی که ثبت می‌شوند
موارد زیر برای شهروندان ایرانی، حداکثر تا ۱۵ روز بعد از تولد کودک باید در ادارهٔ ثبت و احوال ایران یا یکی ار نمایندگی‌های خارج از کشور ایران ثبت گردند:
- نام کودک
- جنسیت کودک
- تاریخ تولد
- محل تولد
- نام والدین و آدرس
- وضعیت شهروندی والدین

که در کتاب ثبت و احوال موارد زیر ثبت می‌گردند:
- ساعت و تاریخ تولد
- نام و جنسیت دارندهٔ مدرک
- نام و شماره شناسنامهٔ والدین
- امضا و نام کامل کارمند ادارهٔ ثبت کننده
- مکانی برای اثر انگشت و شماره‌گذاری دارندهٔ مدرک[۲]

## چند ملیتی در ایران
هرگاه شخصی بیش از یک تابعیت داشته باشد اصطلاحاً دارای تابعیت مضاعف خواهد بود. مطابق قانون مدنی ایران با انجام اتفاقاتی ممکن است شخصی تابعیت مضاعف پیدا کند اما بر اساس ماده ۹۸۹ قانون مدنی ایران فردی که علاوه بر تابعیت ایرانی تابعیت دیگری داشته باشد از نظر قانون ایران تنها تابعیت ایرانی او مورد قبول است و تابعیت یا تابعیت‌های دیگر او از طرف قانون ایران به رسمیت شناخته نمی‌شود.

## شرایط تحصیل تابعیت ایران
۱ـ طبق ماده۹۷۹ قانون مدنی:
اشخاصی که دارای شرایط ذیل باشند می‌توانند تابعیت ایران را تحصیل کنند:
1. به سن هجده سال تمام رسیده باشند.
2. پنج سال اعم از متوالی یا متناوب در ایران ساکن بوده باشند.
3. فراری از خدمت نظامی نباشند.
4. در هیچ مملکتی به جنحه مهم یا جنایت غیر سیاسی محکوم نشده باشند. در مورد فقره دوم این ماده مدت اقامت در خارجه برای خدمت دولت ایران در حکم اقامت در خاک ایران است.

۲ـ طبق ماده ۹۸۰ قانون مدنی (اعطای تابعیت بدون شرط اقامت):
کسانی که به امور عام‌المنفعه ایران خدمت یا مساعدت شایانی کرده باشند و همچنین اشخاصی که دارای عیال ایرانی هستند و از او اولاد دارند یا دارای مقامات عالی علمی و متخصص در امور عام‌المنفعه می‌باشند و تقاضای ورود به تابعیت دولت جمهوری اسلامی ایران را می‌نمایند در صورتی که دولت ورود آنها را به تابعیت دولت جمهوری اسلامی ایران صلاح بداند بدون رعایت شرط اقامت ممکن است با تصویب هیئت وزیران به تابعیت ایران قبول شوند.

## شرایط ترک تابعیت ایران و آثار آن
اتباع ایران نمی‌توانند تبعیت خود را ترک کنند مگر به شرایط ذیل:
1. به سن ۲۵ سال تمام رسیده باشند.
2. هیئت وزیران خروج از تابعیت آنان را اجازه دهد.
3. قبلاً تعهد نمایند که در ظرف یک سال از تاریخ ترک تابعیت حقوق خود را بر اموال غیرمنقول که در ایران دارا می‌باشند یا ممکن است بالوراثه دارا شوند ولو قوانین ایران اجازه تملک آن را به اتباع خارجه بدهد به نحوی از انحاء به اتباع ایرانی منتقل کنند. زوجه و اطفال کسی که بر طبق این ماده ترک تابعیت می‌نمایند اعم از اینکه اطفال مزبور صغیر یا کبیر باشند از تبعیت ایرانی خارج نمی‌گردند مگر اینکه اجازه هیئت وزرا شامل آنها هم باشد.
4. خدمت تحت السلاح خود را انجام داده باشند.

تبصره الف) کسانی که بر طبق این ماده مبادرت به تقاضای ترک تابعیت ایران و قبول تابعیت خارجی می‌نمایند علاوه بر اجرای مقرراتی که ضمن بند ۳ از این ماده دربارهٔ آنان مقرراست باید ظرف مدت سه ماه از تاریخ صدور سند ترک تابعیت از ایران خارج شوند چنانچه ظرف مدت مزبور خارج نشوند مقامات صالحه امر به اخراج آنها و فروش اموالشان صادر خواهند نمود و تمدید مهلت مقرره فوق حداکثر تا یکسان موکول به موافقت وزارت امور خارجه می‌باشد.
تبصره ب) هیئت وزیران می‌تواند ضمن تصویب ترک تابعیت زن ایرانی بی شوهر تابعیت فرزندان او را نیز که فاقد پدر و جد پدری هستند و کمتر از ۱۸ سال تمام دارند یا به جهات دیگری محجورند اجازه دهد. فرزندان زن مذکور نیز که به سن ۲۵ سال تمام نرسیده باشند می‌توانند به تبعیت از درخواست مادر، تقاضای ترک تابعیت نمایند.

## بازگشت به تابعیت ایران
ماده ۹۹۰ قانون مدنی مقرر می‌دارد:
از اتباع ایران کسی که خود یا پدرشان موافق مقررات، تبدیل تابعیت کرده باشند و نخواهند به تبعیت اصلیه خود رجوع نمایند به مجرد درخواست به تابعیت ایران قبول خواهند شد مگر آنکه دولت تابعیت آنها را صلاح نداند.